# Don't Go
"Don't Go" är en låt av det brittiska synthpopbandet Yazoo. Den utgavs som singel i juli 1982 och återfinns som första spår på albumet Upstairs at Eric's. Singeln nådde tredje plats på UK Singles Chart och första plats på Billboard Hot Dance/Disco. Singeln nådde femte plats på Sverigetopplistan.

## Låtlista
Vinylsingel (7"; Storbritannien)
1. "Don't Go" – 2:53
2. "Winter Kills" – 4:02

Maxisingel (12"; Storbritannien)
1. "Don't Go (Re-mix)" – 4:08
2. "Don't Go (Re-re-mix)" – 4:20
3. "Winter Kills (album version)" – 4:03

## Medverkande
- Alison Moyet – sång
- Vince Clarke – keyboards